# 希望省

希望省或烏爾蒂馬埃斯佩蘭薩省（西班牙語：Provincia de Ultima Esperanza (Chile)）是智利的54個省份之一，位於該國南部，由麥哲倫-智利南極大區負責管轄，首府設於納塔萊斯港，面積55,443平方公里，2002年人口19,855，人口密度每平方公里0.4人。

## 友好城市
- 中国山东省青岛市崂山区[2]